# Partington (Angleterre)
Partington est une ville et paroisse civile de Trafford, dans le Grand Manchester, en Angleterre.